# Старший брат Чэн
«Старший брат Чэн» (иер. трад. 大哥成, кант.-рус.: Тай ко Син, англ. Big Brother Cheng) — гонконгская криминальная драма режиссёра Куай Чихуна производства студии братьев Шао. Главную роль исполнил Чэнь Гуаньтай. Сиквел фильма «Чайная „Чэнцзи“» (1974).

## Сюжет
Жизнь Чэна и его семьи в сельской местности заканчивается, поскольку люди из чайной просят Чэна вернуться обратно и разобраться в неприятных ситуациях, возникших после его отъезда. Видя, что закон наказывает невинных и стоит на стороне преступности, Чэн решает, что возьмёт правосудие в свои руки. Он и его люди противостоят насильникам, наркотикам, ворам и жуликам. Деятельность Чэна делает его героем для граждан, но для Полиции Гонконга самосуд Чэна выходит за рамки закона. Между тем Принца Цзи, которого Чэн когда-то помог отправить за решётку, выходит из тюрьмы и продолжает усложнять жизнь Чэну, его семье и друзьям. Чэн вынужден дать отпор старому противнику.

## В ролях
- Чэнь Гуаньтай — старший брат Чэн
- Карен Ип — жена Чэна
- Тун Линь — инспектор
- Вон Ю[англ.] — Тёмный Вэнь
- Чун Чханьчи — Принц Цзи
- Фрэнки Вэй[кит.] — Буги Цзе
- Лам Вайтхоу — Цзю
- Лю Лухуа — репортёр с телевидения
- Вон Чхинхо — 4-й дядя Чэна
- Цзян Ян — Буйвол Цзя
- Лам Фун — Жун
- Лэй Саукхэй — Хань Цюань
- Тереза Ха[кит.] — тётя Тань
- Ён Чаклам[кит.] — Гуан
- Брюс Ле[англ.] — Си Тянь
- Чэнь Мэйхуа — Фэн
- Пхан Пхан — Толстяк Чжэн
- Ян Чжицин — Фа Тацзу
- Сам Лоу — дядя Цзоу
- Лён Сёнвань — Большой Нос Цуй
- Дана
- Вон Хак — отец Цзю
- Эдди Лам — грабитель
- Рики Хёй?!
- Коу Хун — Кунь
- Лэй Хойсан[англ.] — человек Принца Цзи
- Цян Хань — человек Принца Цзи
- Цзин Мяо — интервьюируемый на ТВ
- Чань Хоучхён — дядя Цзю
- Хао Люйжэнь[кит.] — отец Кана

## Кассовые сборы
Премьера в гонконгском кинотеатральном прокате состоялась 16 июля 1975 года. По результатам шестнадцати дней кинопроката гонконгская «касса» фильма составила 1 566 048,6 HK$. Лента заняла пятую строчку по сборам в кинопрокате Гонконга за 1975 год.

## Мнения критиков
«Тем, кто ругает «Молодых и опасных» и прочие триадовские боевики за их одномерность, стоит посмотреть, с чего всё начиналось – «Большой брат Чэн» во многом заложил каноны таких картин, но сейчас его невозможно воспринимать всерьёз, настолько он грубо и неаккуратно скроен», — Борис Хохлов, сайт HKCinema.ru.
«„Чайная“ и „Старший брат Чэн“ прекрасно работают вместе. В настоящее время они оба несколько замедленны в некоторых частях, и эпизодический характер борьбы с преступностью иногда представляет собой проблему для подражания. В некотором смысле, однако, это единственный способ рассказать эту историю о том, как вдохновить дух сообщества в тех местах, где вы живёте, работаете и ведёте бизнес», — Уилл Коуф, сайт Silver Emulsion Reviews.